# Uğur İnceman
Uğur İnceman (Aken, 25 mei 1981) is een Duits-Turks voormalig profvoetballer die als middenvelder speelde.
İnceman stroomde door vanuit de jeugd van Alemannia Aachen, waarvoor hij van 2009 tot en met 2011 in het eerste elftal speelde. Hij speelde daarna ook voor de eveneens Duitse clubs FC St. Pauli en SpVgg Greuther Fürth. İnceman ging hierna in Turkije spelen. Daar kwam hij van 2004 tot en met 2008 uit voor Manisaspor, van 2008 tot en met 2010 voor Beşiktaş JK en van 2010 tot en met 2014 voor Antalyaspor. Vanaf medio 2014 speelde İnceman voor Konyaspor, waar hij eind 2015 zijn contract liet ontbinden. Hij tekende in januari 2016 een verbintenis tot medio 2017 bij Roda JC Kerkrade, in Nederland. Hier liet hij zes maanden later zijn contract ontbinden. İnceman verbond zich in juli 2016 voor een jaar aan Eskisehirspor. In 2018 beëindigde hij zijn loopbaan.

## Interlandcarrière
İnceman debuteerde op 18 februari 2004 in het Turks voetbalelftal, in een oefeninterland tegen Denemarken (1–0).
| Interlands van Uğur İnceman voor Turkije | Interlands van Uğur İnceman voor Turkije | Interlands van Uğur İnceman voor Turkije | Interlands van Uğur İnceman voor Turkije | Interlands van Uğur İnceman voor Turkije | Interlands van Uğur İnceman voor Turkije |
| №                                        | Datum                                    | Wedstrijd                                | Uitslag                                  | Soort Wedstrijd                          | Doelpunten                               |
| Als speler bij SpVgg Greuther Fürth      | Als speler bij SpVgg Greuther Fürth      | Als speler bij SpVgg Greuther Fürth      | Als speler bij SpVgg Greuther Fürth      | Als speler bij SpVgg Greuther Fürth      | Als speler bij SpVgg Greuther Fürth      |
| ---------------------------------------- | ---------------------------------------- | ---------------------------------------- | ---------------------------------------- | ---------------------------------------- | ---------------------------------------- |
| 1.                                       | 18 februari 2004                         | Denemarken – Turkije                     | 0 – 1                                    | Vriendschappelijk                        | 0                                        |